# Epilobium wallichianum
Epilobium wallichianum är en dunörtsväxtart som beskrevs av Heinrich Carl Haussknecht. Epilobium wallichianum ingår i släktet dunörter, och familjen dunörtsväxter. Inga underarter finns listade i Catalogue of Life.